# 라우라 안토넬리
라우라 안토넬리(Laura Antonelli, 1941년 11월 28일 ~ 2015년 6월 22일)는 이탈리아의 배우이다.

## 출연 작품

### 영화
- 가정부 이야기 (1992)
- 방황과 불륜의 순간들 (1988)
- 베니스의 정사 (1986)
- 누드 트랩 (1986, La Gabbia)
- 남자들이 조심해야 할 여덟가지 타입의 여자 (1979)
- 와이프 미스트리스 (1977)
- 순수한 사람들 (1976)
- 가정부 이야기 (1973)
- 맬리시우스 (1973)
- 하이 힐 (1972)
- 닥터 골드풋 (1966)

### 텔레비전
- 줄리아 내 사랑 (1989, Disperatamente Giulia)